# Kent (Iowa)
Pour les articles homonymes, voir Kent (homonymie).
Kent est une communauté non constituée en municipalité et une census-designated place du comté d'Union, en Iowa, aux États-Unis. En 2000, elle comptait 52 habitants. Kent est une ancienne ville de l'Iowa, désincoporée en 2003.

## Source de la traduction
- (en) Cet article est partiellement ou en totalité issu de l’article de Wikipédia en anglais intitulé « Kent, Iowa » (voir la liste des auteurs).